# Булацен Валентин Гаврилович
Валентин Гаврилович Булацен (2 липня 1935, Чернігів — 7 вересня 2021, Полтава) — український астроном, радіофізик, старший науковий співробітник, кандидат технічних наук, лауреат Державної премії України в галузі науки і техніки. Директор Полтавської гравіметричної обсерваторії.

## Біографія
1960 року закінчив Львівський політехнічний інститут за спеціальністю «астрономогеодезія».
У 1960–1963 роках навчався в аспірантурі при Полтавській гравіметричної обсерваторії. Після закінчення навчання працював з 1963 року по 1977 там же на посаді молодшого наукового співробітника.
1975 року захистив кандидатську дисертацію. У 1977 році обійняв посаду вченого секретаря Полтавської гравіметричної обсерваторії.
У 1981 році присвоєно звання старшого наукового співробітника, а в 1982 році призначений на посаду керівника обсерваторії. За роки роботи досяг високої кваліфікації у вивченні земних припливів і в суміжних областей геофізики.
З 1992 року займається декаметровою радіоастрономією. Керував роботами зі створення та введення в експлуатацію радіотелескопу УРАН-2, який є складником системи Українських радіоінтерферометрів Академії Наук, віднесеної до переліку національного надбання України.

## Науковий доробок
Автор понад 40 наукових робіт, присвячених вивченню земних припливів і декаметровій радіоастрономії. Поруч з директорством — завідувач відділом фізики земної кори і внутрішньої будови Землі Полтавської гравіметричної обсерваторії.

### Наукові пріоритети
- Астрономічне та космічне приладобудування.
- Розробка теорії, методики, апаратури для забезпечення геофізичних досліджень.

### Ключові слова пріоритетів
Земні припливи, створення приладів, організація радіоастрономічних спостережень.

### Керівник науково-дослідних робіт
Спостереження і моделювання впливу гідрометеорологічних факторів на результати геодинамічних досліджень з метою врахування та методичного виключення їх збурюючої дії.

## Нагороди
У 1997 році став лауреатом Державної премії України в галузі науки і техніки — за цикл праць «Розробка принципів наддалекої низькочастотної інтерферометрії, створення української мережі радіоінтерферометрів для космічних досліджень і спостереження на ній».